# 코우다 카호
코우다 카호(일본어: 幸田 夏穂 こうだ かほ[*], 1967년 7월 8일 ~ )는 일본의 여자 성우. 도쿄도 출신. 예전에는 마우스 프로모션에 소속해 있었으며 2007년 3월 1일부로 81프로듀스로 이적했다.

## 출연작

### 애니메이션
- X - 카노에
- 명탐정 코난 - 시바사키 아스카
- 위치 헌터 로빈 - 카라스마 미호
- 울프스 레인 - 쉘
- 은혼(애니메이션) - 오로친
- 천사의 꼬리 - 여신
- DARKER THAN BLACK -유성의 쌍둥이- - 마담 오레이유
- 디그레이맨 할로우 - 투이 창
- 일곱개의 대죄 - 페리오의 엄마
- 최유기 - 나타
- 칠흑의 샤가 - 샤가

### 외화
- 로스트 - 줄리엣 버크(엘리자베스 미첼)
- 슈팅 라이크 베컴 - 핑키(아치 판자비)

### 게임
- 귀작 - 미나미 나데시코